# Johanna Solano
Johanna Solano Lopez (San José, 9 ottobre 1990) è una modella costaricana, incoronata Miss Costa Rica 2011 presso il Children’s Museum Auditorium in San José, il 25 marzo 2011.
La modella ha quindi ottenuto il diritto di rappresentare la Costa Rica in occasione di Miss Universo 2011, che si è tenuto a San Paolo, in Brasile, il 12 settembre 2011.
In precedenza la Solano era stata eletta già Miss América Latina 2009, e nello stesso anno aveva partecipato anche al concorso Reinado Internacional del Café.